# Michał Gondek
Michał Rafał Gondek – polski lekarz weterynarii, doktor habilitowany nauk rolniczych, adiunkt na Uniwersytecie Przyrodniczym w Lublinie, specjalista od higieny żywności pochodzenia zwierzęcego.

## Kariera naukowa
W 2011 roku na Uniwersytecie Przyrodniczym w Lublinie uzyskał tytuł lekarza weterynarii. W tym samym roku został zatrudniony na tejże uczelni, a w 2015 roku na jej Wydziale Medycyny Weterynaryjne uzyskał stopień doktora nauk weterynaryjnych na podstawie rozprawy pt. Wykrywanie doświadczalnej włośnicy świń wywołanej Trichinella spiralis testem immunoenzymatycznym (ELISA), której promotorem był Zygmunt Nowakowski. W 2023 roku ta sama uczelnia nadała mu stopień doktora habilitowanego nauk weterynaryjnych na podstawie pracy pt. Wpływ zarażenia świń Trichinella spiralis, Trichinella britovi i Trichinella pseudospiralis na zmiany w ich surowiczym proteomie, odpowiedź immunologiczną oraz rozmieszczenie larw w wybranych mięśniach ze szczególnym uwzględnieniem mięśni predylekcyjnych.